# Jerzy z Tyczyna
Jerzy z Tyczyna (ur. ok. 1510, zm. 1591) – humanista, poeta polsko-łaciński, sekretarz króla Zygmunta Augusta, agent dyplomatyczny przy Kurii Rzymskiej. Będąc oficjalnym reprezentantem dworu królewskiego i doradcą u boku posłów polskich w Rzymie.
Znany historykom głównie za sprawom listów, które pisał do Marcina Kromera. Listy były pisane częściowo w jęz. polskim, są one zabytkiem XVI-wiecznej polszczyzny, którą dawniej się posługiwano.
Znany był też Jerzy z Tyczyna z pomocy młodzieży z Polski studiującej w Rzymie za czasów jego służby. Mieszkańcy Tyczyna ufundowali mu dwie tablice pamiątkowe – jedną w kościele parafialnym św. Katarzyny i Świętej Trójcy, drugą zaś na budynku dawnego Urzędu Gminy.